# Philipp Veith

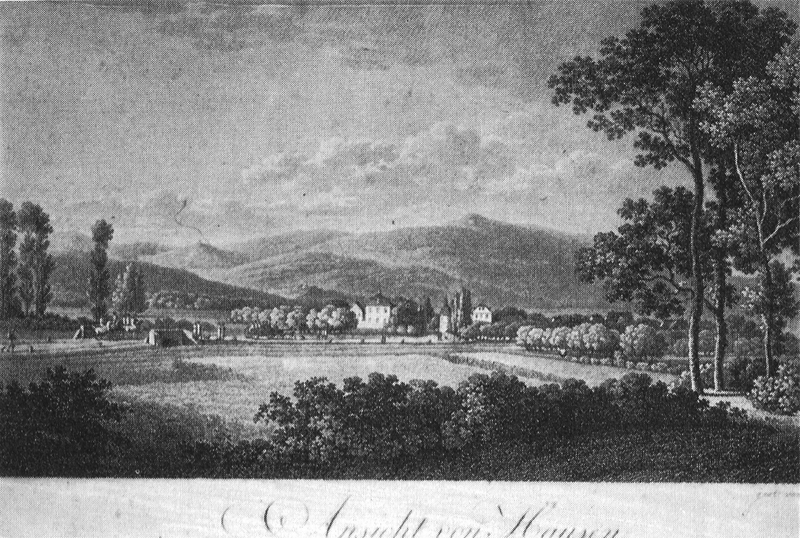
Philipp Veith – Ansicht von Hausen; Kupferstich, um 1800

Johann Philipp Veith (* 8. Februar 1768 in Dresden; † 28. Juni 1837 ebenda) war ein deutscher Maler und Kupferstecher.
Philipp Veith wuchs in ärmlichen Verhältnissen auf und musste schon in jungen Jahren einem Broterwerb nachgehen. Nebenher war er als Gehilfe bei einem Stubenmaler tätig und nahm gelegentlich Zeichenstunden an einer Dresdner Schule. Sein Zeichenlehrer verschaffte ihm Zutritt zur Dresdner Kunstakademie, wo er Schüler von Adrian Zingg in den Fächern Kupferstechen und Zeichnen wurde. Im Verlauf seiner Ausbildung entwickelte Veith eine spezielle Neigung für das Landschaftsfach, das auch sein Gesamtwerk bestimmen sollte.
Etwa ab 1790 begann Philipp Veith mit Ölbildern, besonders aber mit seinen bildmäßigen Zeichnungen als selbstständiger Künstler Fuß zu fassen. Er gehörte mit zu den frühen Schilderern der Sächsischen Schweiz, die er Anfang der 1790er Jahre zusammen mit Karl August Engelhardt durchwanderte. Die Beschreibung dieser Tour durch die Berglandschaft kam in den Jahren 1794 und 1795 unter dem Titel „Mahlerische Wanderungen durch Sachsen“ in Leipzig heraus.
Ab 1798 war Philipp Veith Pensionär der Akademie und schuf Motive für die Meißner Porzellanmanufaktur. 1802 erhielt er ein kurfürstlich sächsisches Reisestipendium, das ihm ermöglichte, die Schweiz, Oberitalien und Rom zu besuchen. 1813/14 kam dann ein zweiter Italienaufenthalt zustande. Veith veröffentlichte seine Blätter in Stichen und Radierungen und blieb auch als Landschaftsgraphiker aktiv. 1817 wurde er Mitglied der Dresdner Akademie und erhielt 1833 eine Professur an dem Institut.